# Ludwig Leitner
Ludwig „Luggi“ Leitner (* 24. Februar 1940 in Mittelberg, Kleinwalsertal; † 21. März 2013 ebenda) war ein österreichisch-deutscher Skirennläufer.

## Leben
Ludwig Leitner, als zweiter Sohn einer Bergbauernfamilie geboren, begann im Alter von zwei Jahren mit dem Skifahren. Neben den regionalen Schülerskirennen nahm er auch an den Deutschen Jugendmeisterschaften teil. 1958 war er Teilnehmer an den Alpinen Skiweltmeisterschaften in Bad Gastein, damals noch für das österreichische Team. Für die Olympischen Winterspiele 1960 in Squaw Valley nahm er 1959 die deutsche Staatsbürgerschaft an.
Er wurde 1964 vom deutschen Bundespräsidenten mit dem Silbernen Lorbeerblatt ausgezeichnet. Als Double für James-Bond-Darsteller George Lazenby wirkte er in dem Spielfilm James Bond 007 – Im Geheimdienst Ihrer Majestät (1969) mit.
Der Mittelberger Luggi Leitner führte mit seiner Frau Renate an seinem Heimatort ein Hotel. Sein Bruder Adalbert Leitner, der ebenfalls Skirennläufer war, fuhr für Österreich und ab 1965/66 für den Deutschen Skiverband (Aus einer Meldung lt. Fußnote geht hervor: Wie am Abend des 1. September 1965 in München bekannt wurde, ab kommender Saison für den Deutschen Skiverband starten.) Adalbert Leitner lebt in Kanada.

## Erfolge
Olympische Winterspiele 1960 in Squaw Valley
- 4. Platz im Slalom und 5. Platz in der Alpinen Kombination

Weltmeisterschaften 1962 in Chamonix
- Bronze in der Alpinen Kombination

Olympische Winterspiele 1964 in Innsbruck
- Gold in der 3er Kombination – damals noch kein olympisches Gold, zählte nur als Weltmeistertitel

Weltmeisterschaften 1966 in Portillo
- Bronze in der Kombination

Olympische Winterspiele 1968 in Grenoble
- 5. Platz in der Kombination

weitere Erfolge
- 15-facher Deutscher Meister
- 2-facher Sieger beim Hahnenkammrennen in Kitzbühel: Slalom 1963, Abfahrt 1965
- 2-facher Sieger auf der Kandaharabfahrt in Garmisch-Partenkirchen
- Sieger beim Lauberhornrennen in Wengen: Slalom 1964
- Sieger beim 3-Tre-Rennen in Madonna di Campiglio: Slalom 1966
- 3-facher Weltrekord bei Geschwindigkeitsrennen

## Rekorde
1965: Weltrekord mit 172,744 km/h (Material: 2,40 m langer Metallski, Sohler „Bluebird“)